# Leonardo Monteiro
Leonardo Monteiro, noto anche con lo pseudonimo di Leonardo Marki Monteiro (Roma, 1º ottobre 1990), è un cantante, cantautore e ballerino svizzero.

## Biografia

### Carriera nella danza
Residente a Chiasso (Svizzera), ha vissuto fra Roma, Montecatini Terme, Milano e New York (USA). Figlio di due ballerini brasiliani e da sempre appassionato di musica, studia danza alla Scuola di Ballo del Teatro alla Scala di Milano e si esibisce in numerosi teatri in Italia e all'estero, fra cui lo Sferisterio di Macerata sotto la direzione di Gheorghe Iancu. Nel 2008 partecipa come ballerino all'ottava edizione di Amici di Maria De Filippi e dal 2010 al 2011 si trasferisce a New York per lavorare con diverse compagnie di danza contemporanea.

### I primi passi nel canto
Durante la sua permanenza negli USA si avvicina al gospel, cantando come solista in una chiesa di Harlem. Al rientro in Italia studia canto e pianoforte presso la Scuola di Musica Cluster di Milano. Nel 2013 canta come solista per il coro Monday Gospel al Mediolanum Forum. Nel 2014 si esibisce al Blue Note e nel 2016 duetta con Malika Ayane per il progetto di beneficenza Special Stage presso l'Istituto dei Tumori di Milano. Nel 2017 prende parte al talent show The Winner Is... condotto da Gerry Scotti.

### Il Festival di Sanremo e il primo album
Nel 2017 vince Area Sanremo e canta su Rai 1 a Sarà Sanremo, programma condotto da Claudia Gerini e Federico Russo. Scelto da Claudio Baglioni, nel 2018 partecipa al sessantottesimo Festival di Sanremo fra le Nuove Proposte con il brano Bianca, scritto da Marco Ciappelli e Vladimiro Tosetto, per il quale vince il Premio PMI "Valore alla musica".
Nello stesso anno partecipa a Telethon e Domenica in e si esibisce durante numerose manifestazioni, fra cui il tributo a Lucio Dalla per l’omonima Fondazione e lo spettacolo “Buon compleanno Mimì” in memoria di Mia Martini presso il Teatro Nuovo di Milano. Nel 2018 lancia anche diversi singoli: Fatto di te, By myself e Tempo.
Nel 2018 esce il suo primo album intitolato Il mio tempo, a cui collaborano Adriano Pennino e Fabrizio Bosso. Nel 2019 pubblica il singolo Quel che voglio da te.

### All Together Now e il secondo album
Sin dalla prima edizione è uno dei 100 giurati del muro umano nel game show musicale All Together Now, condotto da Michelle Hunziker.
Nel 2020 pubblica il suo secondo album intitolato Yin e Yang, anticipato dai singoli Mi dicevi che, La Tua Maglietta e Il Telefono.

## Discografia

### Album in studio
- 2018 - Il mio tempo (NAR International)
- 2020 - Yin e Yang (LM Music)

### Raccolte
- 2018 - Sanremo 2018 (Sony Music)

### Singoli
- 2018 - Bianca (NAR International)
- 2018 - Fatto di te (NAR International)
- 2018 - By myself (NAR International)
- 2018 - Tempo (NAR International)
- 2019 - Quel che voglio da te (NAR International)
- 2019 - Mi dicevi che (feat. Frammento) (Imperium)
- 2019 - La Tua Maglietta (LM Music)
- 2020 - Il Telefono (LM Music)

## Videografia

### Videoclip
- 2018 - Bianca (NAR International)
- 2018 - Fatto di te (NAR International)
- 2019 - Quel che voglio da te (NAR International)
- 2019 - Mi dicevi che (feat. Frammento) (Imperium)
- 2019 - La Tua Maglietta (LM Music)
- 2020 - Il Telefono (LM Music)

## Riconoscimenti
- 2017 – Area Sanremo – Vincitore
- 2018 – Premio PMI "Valore alla musica" per Bianca